# オオツルハマダラカ
オオツルハマダラカ（大鶴羽斑蚊、Anopheles lesteri）は、ハエ目（双翅目）・糸角亜目・カ科・ハマダラカ亜科に属する昆虫である。

## 概要
ハマダラカ属のカはマラリアの媒介者として衛生動物学上重要である。しかし、各種動物に対する吸血性や幼虫の育つ環境といった生態や、マラリア原虫に対する感受性といった疫学的な形質が著しく異なるにもかかわらず、形態的な差異が微細であり、形態学的同定が困難ないくつもの同胞種群を形成する。そのため分類学的な混乱が起こりやすい。
九州以北の日本列島では、かつて土着の三日熱マラリアが存在したときに主要な媒介者となっていたカは、この範囲で最も多く見られるシナハマダラカとされてきた。しかしこの見解は今日では疑われており、実は本項目で解説するオオツルハマダラカがそうであった可能性が高いと考えられている。しかし、日本列島のオオツルハマダラカの分類学的、衛生動物学的実態が十分解明される前に土着のマラリア自体が消滅してしまい、検証は不十分のままとなってしまった。また日本列島内の個体群や海外の個体群の分類学的検証もまだ不十分であり、いくつかの種に将来分割される可能性もある。
和名は1947年に福岡市近郊でシナハマダラカと同じ hyrcanus 種群に属するハマダラカを採集し、 Anopheles hyrcanus lesteri として知られていた種の可能性が高いことに注目して「 lesteri 型」として日本列島から初めて報告した九州大学（当時）の大鶴正満に献名されたもの。

## 特徴

### 分類
ハマダラカ属 Anopheles  は世界から約400種知られており、オオツルハマダラカはシナハマダラカなどと酷似し、これらとともにカスピ海沿岸から記載された Anopheles hyrcanus にちなむ hyrcanus 種群に分類される。hyrcanus 種群は約150種からなる Anopheles 亜属、約80種からなる Laticorn section、約55種からなる Myzorhynchus シリーズに分類されており、東南アジアと東アジアから15種ほどが知られている。この種群に属する日本産のカはシナハマダラカ、オオツルハマダラカ、エセシナハマダラカ、ヤツシロハマダラカ、エンガルハマダラカの5種である。
A. lesteri は1936年に、Francisco E. Baisas と Stephen M. K.Hu によって Anopheles hyrcanus var. lesteri としてフィリピンのマニラから記載された。しかしこれを遡る1901年に、都築甚之助がマラリアの流行が見られた北海道の深川における研究により、媒介性の証明とともに A. jesoensis を新種記載している。A. jesoensis はその後1903年に宮島幹之助によってシナハマダラカ A. sinensis のシノニムとされ、無効名となった。しかし今日では深川などの北海道ではオオツルハマダラカは多いもののシナハマダラカは少ないこと、都築の記載論文に記された形質に色素に富んで雌の小顎鬚に白鱗が少なくないと記述されている点、オオツルハマダラカとシナハマダラカのマラリア媒介能力の差といった状況証拠から、この A. jesoensis は今日言うところのオオツルハマダラカであった可能性が高いとされている。
A. lesteri はマレー半島からも発見され、亜種 A. lesteri paraliae Sandosham, 1959 として記載されたが、その後、種に昇格している。また中国中南部からも見出され、後に江蘇省から亜種 A. lesteri anthropophagus, Xu et Feng, 1975 として記載された。これも亜種ではなく種とする見解がある。
先述のように、日本でのA. lesteri の発見は大鶴正満による。大鶴は1947年に福岡市近郊の海岸に近い平地の畜舎で吸血済みの雌を採集して33個体から採卵して飼育し、得られた卵、幼虫、成虫の形態を精査した。このうち7個体が中国での調査経験から日本未記録の A. hyrcanus lesteri ではないかと判断したが、慎重を期して断定せず、1949年に「lesteri 型」を見出したと報告した。今日、この日本の「lesteri 型」が A. lesteri と同種であるとみなされており、大鶴正満に献名してオオツルハマダラカの和名で呼ばれている。
日本のオオツルハマダラカは亜種としての記載が行われていないが、フィリピンの原名亜種 A. lesteri lesteri より中国南部の亜種 A. lesteri anthropophagus に近いとも言われている。また北海道内陸部の個体群は蛹の形態が日本列島の他地域の個体群と異なっており、生息環境も異なる。さらに A. lesteri のタイプ標本は行方不明であり、なおかつこれに先駆けて記載された北海道の A. jesoensis もまたタイプ標本の所在は不明であるのでこれらの分類学的な検証の差障りとなっている。
現在のところ、日本のオオツルハマダラカがフィリピンの A. lesteri lesteri と同種あるいは同亜種なのか、また北海道内陸部の個体群は A. jesoensis となるのかどうか、この個体群は他地域のものと別種、あるいは別亜種となるのか、さらに中国南部の A. lesteri anthropophagus と日本のオオツルハマダラカの関係はどうなのかなど、分類学的に未解決の問題が多く残されている。

### 分布
日本列島、朝鮮半島、中国南部（香港を含む）、フィリピン（原記載産地）、ボルネオ、スマトラ、ベトナム、ラオス、カンボジア、タイ、マレー半島、シンガポール
日本列島では北海道、本州、九州、奄美群島、沖縄諸島、八重山列島から記録されている。

### 形態
成虫の形態はシナハマダラカに酷似し、翅長は5mm。翅の紋がより濃い暗色となり、C脈に2つある白斑のうち内側にあるものの幅がより狭くなり、また雌のCu2脈の末端の翅縁に明色の斑紋がない点がシナハマダラカと異なる。また、小顎鬚には白い鱗片が少なく、途中にある帯の幅が狭くて完全な輪にならないこともある点もオオツルハマダラカの特徴である。雌の中脚基節の基部には明瞭な白斑はなく、雄の生殖基節に白斑がない点もシナハマダラカと区別するための形質として使える。
蛹は頭胸部に1対の黒斑があるが、南西諸島の個体群では少なからぬ個体がこれを欠く。北海道内陸の個体群では胸部にある呼吸角の上縁の鋸歯が明瞭ではないかこれを欠いている。
幼虫は一般的なハマダラカ亜科の幼虫（ボウフラ）であり、他の亜科のカのボウフラが持つような尾端の呼吸管は欠いて、直接気門が開いている。そのため呼吸時は水面にぶら下がるのではなく背面を上に水面に平行に浮かんで気門を水面に当てて呼吸し、その状態で頭部を180度ひねって水面に口を当て、浮遊する微生物などを濾しとって摂食する。hyrcanus 種群の幼虫は互いに酷似していて、蛹や成虫にまで育てないと種までの同定は困難である。
ハマダラカの卵は長い楕円体で左右に1対の浮嚢があり、これでばらばらに水面に浮かぶ。また卵殻上面に deck （船のデッキに見立てている）というスリット状の構造があるが、オオツルハマダラカではこれがシナハマダラカなどに比べ、非常に狭い。

### 生態

#### 生活史
成虫は南日本では夏にはシナハマダラカと比べかなり少ないが、春秋に多く、この時季発生地ではしばしばシナハマダラカより多くなり、活発に吸血産卵する。北海道では夏に多い。吸血時間は夜間で、牛舎などに多く飛来する。秋に採卵した卵を室温に放置すると2～4月の長期にわたってに孵化することから、成虫や幼虫で越冬するシナハマダラカと異なり、卵で越冬すると考えられている。

#### 生息場所
近縁のシナハマダラカに比べて生息に好適な環境はかなり狭い。湿原･池沼･水田などから発生し、幼虫は抽水性の水草が茂って陰になったところの水面で生活する。そのため、水田ではまだ稲の草丈の短い間は発生がみられない。日本列島の本州以南の個体群は海岸近くの低温水域に限られ、微量の塩分を含む水域から発生している可能性がある。ただし、北海道には深川など内陸の清水域から発生する個体群が知られ、蛹の形態も若干異なる。後に独立種とされたマレー半島、タイ、スマトラの A. paraliae は、海岸近くの塩分を含んだ日陰の水域から発生する。中国南部北緯21-34度の間、華南、長江一帯とその南側に分布する A. lesteri anthropophagus の場合、丘陵部などに比較的多く、植物の茂る清冷な日陰の水面から発生しており、北緯45度以南、東経95度以東の広大な平野部に分布するシナハマダラカと差異が認められる。
日本での発生環境の例として、福岡県柳川市では水深が深くて水草が茂り、水田のように水温が急変しない池や沼、灌漑溝、熊本県荒尾市では蓮池、沖縄本島では休耕田や自然水域、北海道では低野の原野で多発しており、シナハマダラカの多い水田よりも自然の環境に多い。水田でも水面の浮遊物の多い環境を好んでいる。こうした環境嗜好性ゆえに、沼沢の埋め立てなどの土地改良事業や開発が進むにつれ、シナハマダラカよりもオオツルハマダラカのほうが特に大きな影響をこうむり、減少したといわれている。

### 疫学

#### 吸血性
夜間吸血性である。
韓国のオオツルハマダラカや、中国安徽省のA. lesteri anthropophagusの調査では、人に飛来する時間帯のピークは深夜である。
熱帯熱マラリア原虫・三日熱マラリア原虫・四日熱マラリア原虫・卵形マラリア原虫は、牛・馬などの大型哺乳類家畜の体内では、増殖しない。
したがって、一般的に、ハマダラカが、牛・馬などの動物から吸血する性質（動物血嗜好性）が強ければ、マラリア原虫媒介能力は小さい。逆に、人から吸血する性質（人血嗜好性）が強ければ、マラリア原虫媒介能力は大きい。
1951年6–9月に福岡県柳川市で、人家と、牛、山羊を飼っている小屋に侵入してくる蚊を採集したところ、シナハマダラカ28, オオツルハマダラカ12, ヤツシロハマダラカ15の割合で採集された。採集された蚊の中で、人家に飛来侵入した蚊の率は、シナハマダラカ5.2％, オオツルハマダラカ27.5％, ヤツシロハマダラカ10％であり、各種順に, 牛を選んだ蚊の数はヒトを選んだ数の13.9倍、2.4倍、6.7倍であった。どの蚊も牛をよく選択しているが、オオツルハマダラカの人血嗜好性は、他の倍以上に高かった。
1951年6–10月における福岡県柳川市・熊本県荒尾市などの調査でも、ほぼ同じ結果が得られている。
中国安徽省での A. lesteri anthropophagus（当時 A. lesteri 型とされていた）の調査でも、シナハマダラカよりも、人血嗜好性が大変、強いという結果が得られている。

#### マラリア原虫に対する感受性
都築甚之助は北海道深川における三日熱マラリア原虫感染実験で、ハマダラカに感染させた。前述したように、そのとき、用いられたハマダラカは、今日では、オオツルハマダラカの可能性が高いとされている。
したがって、三日熱マラリア原虫に対する感受性はあると思われる。
熱帯熱マラリア原虫感染実験としては、広東市（現在の中華人民共和国広東省 広州市）周辺の A. lesteri anthropophagus（当時 A. lesteri 型とされていた）を用いた感染実験がある。
大鶴正満は、1942年頃、広東市周辺において、シナハマダラカと A. lesteri anthropophagus に対し、三日熱マラリア原虫と熱帯熱マラリア原虫の感染実験を行った。その結果、三日熱マラリア原虫には、両者とも感染したのに対して、熱帯熱マラリア原虫には、A. lesteri anthropophagus のみが胃感染した。
したがって、A. lesteri anthropophagus には、三日熱マラリア原虫感受性がある。
そして、シナハマダラカには、熱帯熱マラリア原虫感受性がないこと・当時、揚子江下流地域、広東市周辺には、他に、熱帯熱マラリア原虫を媒介するハマダラカが生息していないのに、熱帯熱マラリアが流行していたことから、A. lesteri anthropophagusには、熱帯熱マラリア原虫感受性もあると思われる。
四日熱マラリア原虫、卵形マラリア原虫の感染実験は行われたことがない。

#### マラリアの媒介昆虫としての寄与
フィリピンの A. lesteri lesteri については、マラリア媒介の役割が、否定されている。
後に独立種とされたマレー半島、タイ、スマトラの A. paraliae についても、マラリア媒介の役割が、否定されている。
中国安徽省の調査では、A. lesteri anthropophagus（当時 A. lesteri 型とされていた）のスポロゾイト保有率は、シナハマダラカよりも、格段に高率であり、人血嗜好性も大変、強かった。なお、スポロゾイトとは、マラリア原虫の胞子が殻の中で分裂して外に出たものである。
また、前述したように、A. lesteri anthropophagus に対する三日熱マラリア原虫感染実験、熱帯熱マラリア原虫感染実験では、両者とも、感染した。
したがって、中国中南部の A. lesteri anthropophagus は、マラリア媒介能力が高い。
第二次世界大戦後、日本では、沼沢の埋め立てなどの土地改良事業や開発が進むにつれ、シナハマダラカよりもオオツルハマダラカのほうが特に大きな影響をこうむり、減少したといわれている。
そして、九州以北の日本列島での三日熱マラリア感染者は、1950年頃から、激減し始めた。
さらに、前述したように、オオツルハマダラカの人血嗜好性は、シナハマダラカより強い。
以上より、九州以北の日本列島で、かつて、土着の三日熱マラリアが蔓延していたときの主要な媒介蚊は、オオツルハマダラカだった可能性が高いと考えられている。
そして、九州以北の日本列島では、下記の熱帯熱マラリア感染（流行）が記録されている。ただし、血液塗抹標本で熱帯熱マラリア原虫が確認されたものだけを挙げた。
- 北海道留辺蘂町の山脚部（1946年（昭和21年）5月 – 1947年（昭和22年）5月。発病：7名。そのうち、死者：1名。ただし、実際にはこれよりもはるかに大規模な流行と思われる）
- 愛知県海部郡鍋田村の平地（海岸）（1946年（昭和21年）9～10月発病。10歳男児。1名）
- 大阪府豊能郡池田市の平地（1946年（昭和21年）11月発病。35歳女性。1名）
- 岡山県吉備郡総社町の平地（1946年（昭和21年）5月発病。19歳男性。1名）
- 福岡県遠賀郡芦屋町の平地（海岸）（1943年（昭和18年）12月発病。24歳女性。1名）
- 福岡県嘉穂郡稲築町の山脚地（1949年（昭和24年）4月発病。生後11ヶ月男児。1名）
- 長崎県佐世保市の盆地（1946年（昭和21年）7月～9月初診。36名）
- 熊本県八代郡千丁村の平地（1946年（昭和21年）9月初診。24歳女性。1名）
- 鹿児島県始良郡霧島村の山脚地（1946年（昭和21年）9月初診。37歳男性。1名）
- 鹿児島県肝属郡東串良町の平地（1946年（昭和21年）10月初診。61歳男性。1名）

シナハマダラカに熱帯熱マラリア原虫の媒介能力がないこと・日本のオオツルハマダラカと近縁ではないかといわれているA. lesteri anthropophagusには、熱帯熱マラリア原虫媒介能力があることから、オオツルハマダラカが、上記の熱帯熱マラリア伝播をした蚊として、有力視されている。

## 本種の分布確認の歴史
- 1936年（昭和11年）、Baisasらはフィリピンから新種記載を行った。
- 1942年（昭和17年）～1958年（昭和33年）頃、華南などで、生息が確認された。
- 1947年（昭和22年）、大鶴正満は、福岡県に生息していることを確認した。
- 1947年（昭和22年）～1958年（昭和33年）頃まで、大鶴正満らは、九州などで生息状況を調査した。その結果、年々、かなりの急勾配で分布地域や生息数が減少していることがわかった。大鶴正満らは、その一因は、池沼地帯が排水や埋立工事などで次第に減少したからであると主張した。
- 1958年（昭和33年）頃、彦根では、生息が確認されなかった。
- 1958年（昭和33年）頃、淀で、生息が確認された。
- 1968年（昭和43年）、上村清が北海道で採集されたハマダラカの多くがオオツルハマダラカであったことを報告。
- 1977年（昭和52年）、 小熊譲と神田錬蔵 が、道東（北海道東部）で、エンガルハマダラカよりは少ないものの生息を確認したことを報告。